# Фрідріх I (маркграф Бадена)
Фрідріх I Баденський (нім. Friedrich I; *1249 — †29 жовтня 1268) — маркграф Бадена з 1250, герцог Австрії та Штирії (1250—1251) з династії Церінгенів.

## Біографія
Фрідріх I був сином Германа VI, маркграфа Баденського, й Гертруди Бабенберзької, герцогині Австрії та Штирії, племінниці останнього австрійського герцога з династії Бабенбергів Фрідріха II. Народившись незадовго до смерті свого батька, він виховувався у Баварії разом з Конрадином, сином імператора Священної Римської імперії Конрада IV.
1250 року помер імператор Фрідріх II, й у Німеччині на декілька десятиліть запанувала анархія. Цим скористались сусідні з Австрією держави — Баварія, Чехія та Угорщина, які спробували захопити герцогство. Однорічний Фрідріх Баденський практично не мав опори. У 1251 році австрійське дворянство виступило на підтримку чеського принца Пржемисла Отакара, який зайняв Відень і був проголошений герцогом Австрії та Штирії. Наступного року він одружився з Маргаритою Бабенберг, сестрою останнього герцога з роду Бабенбергів. Спираючись на потужну чеську армію та підтримку австрійської аристократії, Пржемисл Отакар скинув владу Фрідріха Баденського.
Фрідріх якийсь час жив при дворі свого родича, герцога Каринтії Ульріха III, а пізніше повернувся до Баварії, де пристав до армії Конрадіна, що направилась 1267 року до Італії відвойовувати Сицилійське королівство. Це вторгнення, однак, закінчилось провалом. 8 вересня 1268 року Фрідріха було взято у полон й передано до рук Карла Анжуйського. 29 жовтня в Неаполі Фрідріху відтяли голову.
Фрідріх Баденський не був одружений й не мав дітей. Баденське маркграфство після його смерті перейшло до його дядька, Рудольфа I.